# Liste der Biografien/Vann
Liste der Biografien |
Portal Biografien |
Personensuche
# |
A |
B |
C |
D |
E |
F |
G |
H |
I |
J |
K |
L |
M |
N |
O |
P |
Q |
R |
S |
T |
U |
V |
W |
X |
Y |
Z |
?
 
Va |
Vd |
Ve |
Vh |
Vi |
Vj |
Vl |
Vn |
Vo |
Vr |
Vs |
Vt |
Vu |
Vy
 
Vaa |
Vab |
Vac |
Vad |
Vae |
Vaf |
Vag |
Vah |
Vai |
Vaj |
Vak |
Val |
Vam |
Van |
Vap |
Vaq |
Var |
Vas |
Vat |
Vau |
Vav |
Vaw |
Vax |
Vay |
Vaz
 
Van A |
Van B |
Van C |
Van D |
Van E |
Van F |
Van G |
Van H |
Van I |
Van K |
Van L |
Van M |
Van N |
Van O |
Van P |
Van Q |
Van R |
Van S |
Van T |
Van U |
Van V |
Van W |
Van Y |
Van Z

Vana |
Vanb |
Vanc |
Vand |
Vane |
Vang |
Vanh |
Vani |
Vanj |
Vank |
Vanl |
Vanm |
Vann |
Vano |
Vanp |
Vanq |
Vanr |
Vans |
Vant |
Vanu |
Vanv |
Vanw |
Vany |
Vanz
Die Liste der Biografien führt alle Personen auf, die in der deutschsprachigen Wikipedia einen Artikel haben. Dieses ist eine Teilliste mit 60 Einträgen von Personen, deren Namen mit den Buchstaben „Vann“ beginnt.

## Vann
- Vann, Amirah, US-amerikanische Schauspielerin
- Vann, Cherry (* 1958), britische anglikanische Bischöfin
- Vann, Christian (* 1974), britischer Autorennfahrer
- Vann, David (* 1966), amerikanischer Schriftsteller
- Vann, Erwin (* 1963), belgischer Jazzmusiker (Saxophone, Komposition)
- Vann, Kevin (* 1951), US-amerikanischer römisch-katholischer Geistlicher, Bischof von Orange in California
- Vann, Marc (* 1954), US-amerikanischer Schauspieler
- Vann, Nath (1946–2011), kambodschanischer Maler, Überlebender des Foltergefängnisses Tuol Sleng
- Vann, Stanley (1910–2010), britischer Komponist, Organist und Chorleiter

### Vanna
- Vanna (* 1970), kroatische Popsängerin
- Vanna, Nina (1899–1953), russisch-britische Stummfilmschauspielerin
- Vannacci, Roberto (* 1968), italienischer General, MdEPRoberto Vannacci (* 1968)

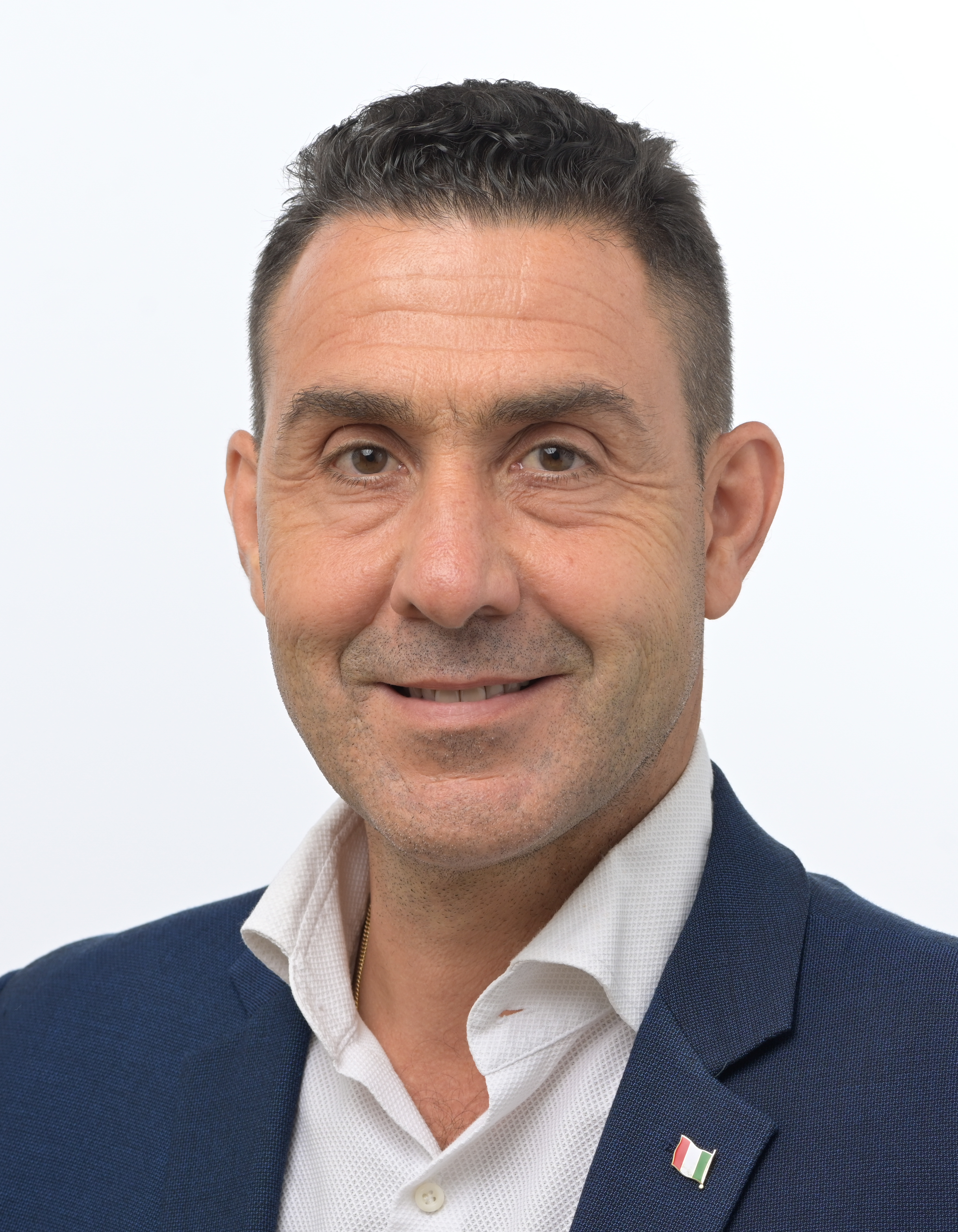
Roberto Vannacci (* 1968)

- Vannahme, Andrea (* 1968), deutsche Moderatorin
- Vannay-Bressoud, Françoise (1945–1998), Schweizer Politikerin, Lehrerin und Feministin

### Vanne
- Vanne, Marda (1896–1970), südafrikanische Theater- und Filmschauspielerin
- Vanneck, William 5. Baron Huntingfield (1883–1969), britischer Politiker, Gouverneur von Victoria
- Vannelli, Gino (* 1952), kanadischer Jazz-, Rock- und PopsängerGino Vannelli (* 1952)

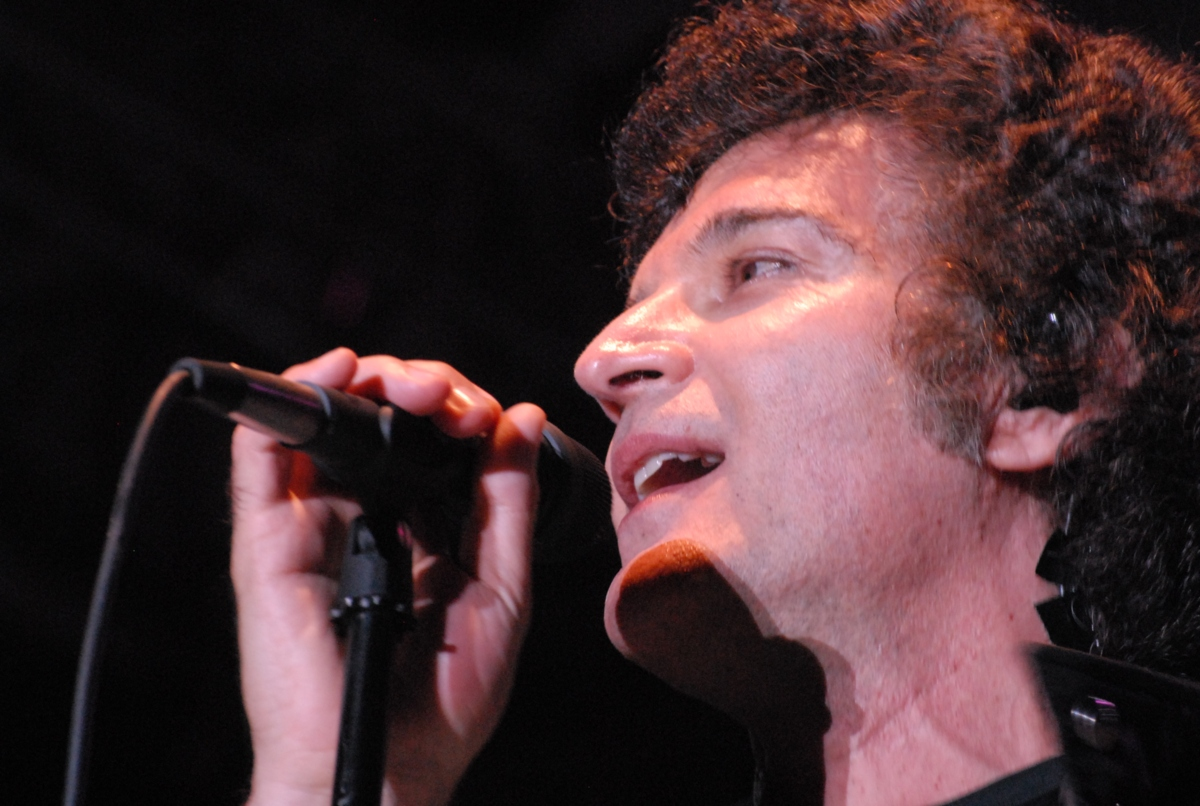
Gino Vannelli (* 1952)

- Vannelli, Joe (* 1950), kanadischer Musiker, Komponist und Plattenproduzent
- Vannelli, Mike (* 1983), US-amerikanischer Eishockeyspieler
- Vannerus, François-Julien (1779–1850), luxemburgischer Notar und Politiker
- Vanneschi, Luca (* 1962), italienischer Komponist
- Vanneste, Christian (* 1947), französischer Politiker (UMP), Mitglied der Nationalversammlung
- Vanneste, Pedro (* 1969), belgischer Badmintonspieler
- Vannett, Nick (* 1993), US-amerikanischer Footballspieler
- Vanney, Greg (* 1974), US-amerikanischer Fußballspieler und -trainer

### Vanni
- Vanni d’Archirafi, Raniero (* 1931), italienischer Diplomat
- Vanni, Andrea († 1413), italienischer Maler
- Vanni, Evangelista (1878–1962), italienischer Ordensgeistlicher und römisch-katholischer Erzbischof von Agra
- Vanni, Francesco (1563–1610), italienischer Maler
- Vanni, Giovanni Battista (1599–1660), italienischer Maler
- Vanni, Lippo, italienischer Maler
- Vanni, Luca (* 1985), italienischer Tennisspieler
- Vanni, Massimo (* 1946), italienischer Schauspieler
- Vanni, Raffaello (1595–1673), italienischer Maler des Barock
- Vanni, Renata (1909–2004), italienisch-amerikanische Filmschauspielerin
- Vanni, Sam (1908–1992), finnischer Maler
- Vanni, Simone (* 1979), italienischer Florettfechter
- Vanni, Violanta (1732–1776), italienische Kupferstecherin
- Vannicelli Casoni, Luigi (1801–1877), italienischer Kardinal und Erzbischof von Ferrara
- Vannicola, Jo (* 1968), kanadische Schauspielerin
- Vannier, Jean-Claude (* 1943), französischer Musiker, Komponist, Arrangeur, Musikproduzent, Maler und Schriftsteller
- Vannier, Michael W. (* 1949), US-amerikanischer Radiologe
- Vanninen, Benjamin (1921–1975), finnischer Skilangläufer
- Vanninen, Pekka (1911–1970), finnischer Skilangläufer
- Vanninen, Saga (* 2003), finnische Leichtathletin
- Vannini, Josefina (1859–1911), italienische Ordensschwester, Ordensgründerin und Selige
- Vannitsen, Willy (1935–2001), belgischer Radrennfahrer
- Vannius († 50), suebischer Herrscher
- Vannius, Valentin (1495–1567), württembergischer Reformator

### Vanno
- Vannoppen, Tom (* 1978), belgischer Radrennfahrer
- Vannotti, Alfredo (1907–2002), Schweizer Mediziner
- Vannotti, Enrico (1876–1962), Schweizer Kunstmaler und Kupferstecher des Impressionismus
- Vannotti, Leonardo (1939–2021), Schweizer Physiker und Manager

### Vannu
- Vannucchi, Ighli (* 1977), italienischer Fußballspieler
- Vannucci, Atto (1808–1883), italienischer Geschichtsschreiber und Professor der Humanitätswissenschaften
- Vannucci, Damiano (* 1977), san-marinesischer Fußballspieler
- Vannucci, Marta (1921–2021), brasilianische Biologin und Hochschullehrerin
- Vannucci, Ronnie (* 1976), US-amerikanischer MusikerRonnie Vannucci (* 1976)

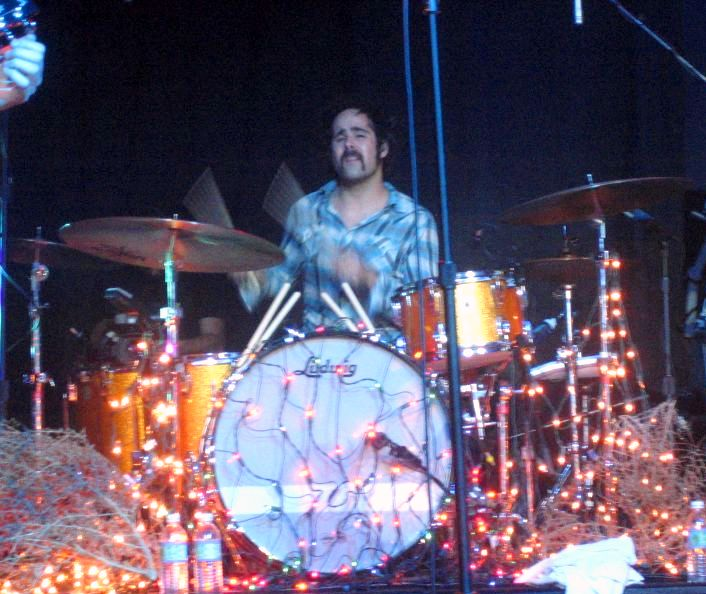
Ronnie Vannucci (* 1976)

- Vannutelli, Serafino (1834–1915), italienischer Kurienkardinal der römisch-katholischen Kirche
- Vannutelli, Vincenzo (1836–1930), italienischer Kurienkardinal der römisch-katholischen Kirche